# اکالاکانام
اکالاکانام (به انگلیسی: Akalakunnam) یک منطقهٔ مسکونی در هند است که در کرالا واقع شده‌است.

## خصوصیات
اکالاکانام ۱۴٬۷۸۰ نفر جمعیت دارد.